# 帕尼帕特
帕尼帕特一译巴尼伯德，是印度哈里亚纳邦的一座城市，帕尼帕特县首府。位于德里北90公里，昌迪加尔以南169公里。帕尼帕特是一座古城，历史上曾经发生过三次重要的战役。